# Friedrich Ernst Brandt

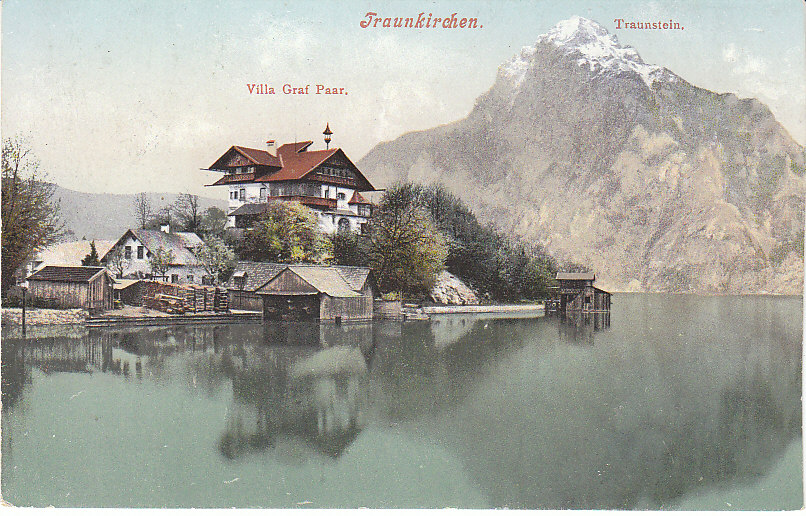
Villa Graf Paar in Traunkirchen (1906)

Friedrich Ernst Brandt (* 17. September 1860 in Laibach; † 6. August 1921) war ein österreichischer Fotograf.
Brandt unterhielt ab 1891 einen Galanteriewarenhandel, betätigte sich als Amateurfotograf und gründete 1893 den Landschafts- bzw. Ansichtskartenverlag F.E. Brandt. Ab 1895 betrieb er ein Atelier und Fotogeschäft in Gmunden, Theatergasse 5 und später in Graben 3. Der Ansichtskartenverlag wurde 1893 gegründet, der Postkartenverlag 1901. 1921 wurde der Verlag von Brandts Tochter Anna (verh. Bodenstab) übernommen, welche die Firma ab 1953 als OHG mit ihrer Tochter Ilse bis 1964 weiterführte.
Die von Brandt im Chromlithographieverfahren von Oberösterreich und insbesondere vom Salzkammergut in hunderten Motiven hergestellten Ansichtskarten erlangten in der k.u.k. Monarchie eine weite Verbreitung und bestechen nach wie vor durch ihre naturalistische Darstellung.